# Sigrun Slapgard
Sigrun Slapgard (ur. 20 października 1953 w Hemsedal) – norweska dziennikarka i pisarka.
Urodziła się 20 października 1953 w Hemsedal. Studia ukończyła w 1980 roku na uniwersytecie w Oslo. Pracowała w stacji NRK jako dziennikarka. W 2002 roku otrzymała nagrodę Melsom za książkę Krigens penn, poświęconą reporterce Lise Lindbæk. W 2003 roku napisała książkę Krig og løgn oraz biografię Sigrid Undset (2007).